# Pobull Fhinn

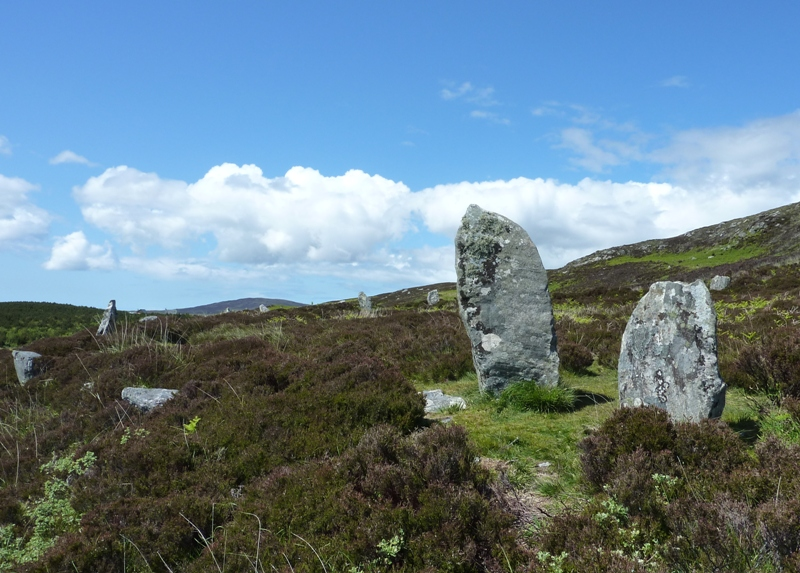
Pobull Fhinn gezien vanuit het oosten. De tweede steen van rechts is twee meter hoog.

Pobull Fhinn, ook Sornach Coir' Fhinn genoemd, is een steencirkel uit de vroege bronstijd, gelegen op North Uist in de Schotse Buiten-Hebriden.

## Locatie en naam
Pobull Fhinn is ten noorden van Langass gelegen en ten zuidoosten van de A867. De steencirkel ligt tegen de zuidoostelijke helling van de berg Beinn Langais. Vanuit de steencirkel heeft men uitzicht over Loch Langass. Ongeveer 800 meter ten noordwesten ligt op dezelfde berg de graftombe Barpa Langais.
Pobull Fhinn betekent Mensen van Fingal. Fingal is een andere naam voor Fionn Mac Cumhaill, een held uit de Gaelische folklore. De alternatieve naam Sornoch Coir' Fhinn betekent de haard van Fionns ketel.

## Periode
Pobull Fhinn is vermoedelijk opgericht in de vroege bronstijd, al hebben er geen archeologische en dateringsonderzoeken plaatsgevonden. Steencirkels zoals Pobull Fhinn werden gebouwd in de periode van 3000 v.Chr. (in het neolithicum) tot 1500 v.Chr. (midden bronstijd).

## Beschrijving
Pobull Fhinn is de grootste steencirkel op North Uist. De steencirkel heeft de vorm van een afgeplatte ellips en is 37,8 bij 28 meter groot. De lange as loopt oostzuidoost-westnoordwest. Een bijzonderheid aan deze steencirkel is dat aan beide uiteinden van de lange as een aantal stenen staan die een soort toegangsportaal vormen. De westnoordwestelijke ingang bestaat uit een omgevallen steen van 1,5 meter hoog en een nog staande steen van 1,1 meter hoog. Deze ingang is 2,7 meter breed. Aan het oostzuidoosten staan twee stenen, die 2 meter en 1,2 meter hoog zijn, 4,6 meter van elkaar.
Ook bijzonder is dat de steencirkel is opgericht op een artificieel platform op de berghelling. Pobull Fhinn bestaat anno 2009 nog uit 24 staande stenen: acht aan de noordelijke helft en 16 aan de zuidelijke helft. Vooral de stenen aan de noordoostelijke deel van de ring ontbreken. De steen die het verst boven de turf uitsteekt doet dat met twee meter en staat aan de oostelijke zijde van de steencirkel.